# Helena (Ohio)
Helena és una població dels Estats Units a l'estat d'Ohio. Segons el cens del 2000 tenia 236 habitants.

## Demografia
Segons el cens del 2000, Helena tenia 236 habitants, 98 habitatges, i 76 famílies. La densitat de població era de 303,7 habitants per km².
Dels 98 habitatges en un 30,6% hi vivien nens de menys de 18 anys, en un 68,4% hi vivien parelles casades, en un 6,1% dones solteres, i en un 22,4% no eren unitats familiars. En el 20,4% dels habitatges hi vivien persones soles el 8,2% de les quals corresponia a persones de 65 anys o més que vivien soles. El nombre mitjà de persones vivint en cada habitatge era de 2,41 i el nombre mitjà de persones que vivien en cada família era de 2,75.
Per edats la població es repartia de la següent manera: un 24,2% tenia menys de 18 anys, un 4,7% entre 18 i 24, un 25,8% entre 25 i 44, un 28,4% de 45 a 60 i un 16,9% 65 anys o més.
L'edat mediana era de 42 anys. Per cada 100 dones de 18 o més anys hi havia 98,9 homes.
La renda mediana per habitatge era de 37.292 $ i la renda mediana per família de 35.938 $. Els homes tenien una renda mediana de 44.063 $ mentre que les dones 22.500 $. La renda per capita de la població era de 18.440 $. Aproximadament l'11,3% de les famílies i el 12,4% de la població estaven per davall del llindar de pobresa.

## Poblacions més properes
El següent diagrama mostra les poblacions més properes.